# Ordo Templi Orientis
Pour les articles homonymes, voir OTO.
 (juillet 2019).
- Si vous ne connaissez pas le sujet, laissez ce bandeau (vous pouvez alors contacter les auteurs).
- Si vous supprimez le contenu mis en cause (vous pouvez préalablement contacter les auteurs),

argumentez précisément cette suppression dans la page de discussion
(un manque de référence n'est pas un argument ; une recherche réelle de référence doit avoir été effectuée, être formellement documentée).
 (janvier 2015).
Si vous disposez d'ouvrages ou d'articles de référence ou si vous connaissez des sites web de qualité traitant du thème abordé ici, merci de compléter l'article en donnant les références utiles à sa vérifiabilité et en les liant à la section « Notes et références ».

L'Ordo Templi Orientis (O.T.O.) (« Ordre du Temple de l'Est » ou « Ordre des Templiers Orientaux ») est une organisation fraternelle qui fut la première à accepter les principes et la loi de Thelema, qui est souvent résumée par la phrase : 

« Fais ce que voudras sera toute la Loi. L'amour est la loi, l'amour sous la volonté. »

Les thélémites pensent que cette loi fut établie par le Book of The Law (Liber AL vel Legis ou Livre de la Loi) dicté à Aleister Crowley en 1904 au Caire par l'entité Aïwass. Néanmoins Aleister Crowley était lui-même critique par rapport à l'étude anthropologique et magique menée pour obtenir un livres similaire aux livres religieux révélés (Bible, Coran, etc).  Sa structure est semblable à celle de la franc-maçonnerie, avec une série d'initiations à des grades successifs. L'O.T.O. inclut la M∴ M∴ M∴ (Mysteria Mystica Maxima) qui assure les initiations et l'Ecclesia Gnostica Catholica (E.G.C.) ou Église Gnostique Catholique, qui représente la branche religieuse de l'ordre. L'O.T.O. prétend à plusieurs milliers de membres dans 58 pays dont la moitié aux États-Unis et nouvellement plusieurs dizaines en France.
L'O.T.O est reprise en 1995 sur le rapport parlementaire de la commission d'enquête sur les sectes en France, sans suite ni être inquiétée outre mesure : l'O.T.O respecte les lois françaises, aucune exigence de croyance n'est demandée si ce n'est l'engagement à étudier la Loi de Thelema, et ses membres sont libres de participer ou non aux activités de l’Ordre et de quitter l'organisation à tout moment.

## Histoire

### Le commencement
La fondation de l'Ordo Templi Orientis fut l'œuvre du chimiste Karl Kellner (1851-1905), étudiant des doctrines de l'occulte et membre de plusieurs organisations secrètes. Il pensa avoir découvert la « clé » du secret de la Franc-maçonnerie dans les mystères de la Nature eux-mêmes. Il aspira ensuite à créer une Academia Masonica qui unifierait les divers systèmes de la Franc-maçonnerie. Kellner, avec l'aide de Theodor Reuss (1855-1923), décida de nommer cette nouvelle organisation l'Ordo Templi Orientis.
En 1902, Theodor Reuss, avec Franz Hartmann et Henry Klein, obtint le droit de pratiquer le Rite Écossais, le Rite de Memphis et le Rite de Mizraïm, autorité qui lui sera confirmée en 1904 et en 1905. Ces rites, avec le Rite Swedenborgien, constituèrent le cœur du nouvel ordre ainsi établi. Lorsque Kellner mourut en 1905, Reuss assuma le contrôle absolu de l'O.T.O. en devenant le premier Outer Head of the Order (Chef Visible de l'Ordre).

### L'O.T.O. et Aleister Crowley
Reuss rencontra Aleister Crowley et en 1910 ou 1912, il admit celui-ci aux trois premiers degrés de l'O.T.O. Deux ans après seulement, Crowley fut chargé de la Grande-Bretagne et de l'Irlande avec la charge de X° de l'Ordre (dernier grade de l'O.T.O. conférant la contrôle sur une aire géographique déterminée). Cet avancement allait de pair avec la communication des degrés para-maçonniques appelés Mysteria Mystica Maxima.
Aleister Crowley va alors étudier tous les documents de l'O.T.O. correspondant à la magie sexuelle et tenir un journal, Rex de arte regia. Il va ensuite réécrire tous les rituels de l'O.T.O. et la messe de l'Église Gnostique Catholique.
Vers 1914, Crowley décida d'intégrer Thelema dans le système de l'O.T.O. dont il révisa alors les rituels. Une nouvelle révision de ces rituels en 1918 en ôta tous liens avec les rituels de la Franc-maçonnerie.
Vers les années 1920-1921, les rapports entre Crowley et Reuss se détériorèrent, menant à l'auto-proclamation de Crowley en tant que nouveau « Chef Visible de l'Ordre ». Reuss mourut le 28 octobre 1923, et Crowley clamera alors que Reuss lui avait accordé les droits et pouvoirs en tant que successeur. Cette prétention sera souvent remise en cause par d'autres groupes se réclamant de l'héritage de Reuss (voir à ce sujet le site de Peter Koenig). Mais en 1925, il est proclamé Frater Superior pour l'O.T.O.
Durant la Seconde Guerre mondiale, la majorité des diverses branches de l'O.T.O. en Europe furent détruites et l'unique loge de l'O.T.O. encore en activité fut alors l'Agapé Lodge en Californie. En 1942, Karl Germer fut désigné par Crowley comme son successeur à la tête de l'O.T.O., charge qu'il reprit effectivement à la mort de Crowley en 1947.

### L'O.T.O. après Aleister Crowley
Sous Germer, les activités de l'O.T.O. furent très réduites et peu d'initiations furent données. Il mourut en 1962 sans nommer de successeur. Il faudra attendre 1967 pour que Grady McMurtry, s'appuyant sur des lettres de Crowley, clame son droit à la direction de l'O.T.O. Il commença à initier de nouveaux membres en 1970 et enregistra l'ordre selon les lois de l'État de Californie le 26 mars 1979. L'ordre ayant dès lors la forme d'une société religieuse exemptée de taxes fédérales selon le code américain des impôts (IRS Code 501(c)3) en 1982. Grady McMurtry mourut en 1985.
McMurtry avait demandé que les membres du Souverain Sanctuaire (membres du IXe Degré) élisent le prochain Chef Visible de l'Ordre, ce qu'ils firent en 1985 en élisant William Breeze qui prit alors le nom d'Hymenaeus Beta. 

## L'initiation
O.T.O. utilise un système de grades initiatiques proche de celui de la franc-maçonnerie. Il existe treize degrés numérotés et douze non numérotés. Ces degrés sont répartis en triades (groupes de trois grades) : l'« Hermite », l'« Amoureux » et l'« Homme de la Terre ». L'admission à chaque degré de l'O.T.O. implique un serment rappelant celui de la Franc-maçonnerie.
Selon l'O.T.O., son but est d'instruire les individus, par l'utilisation de l'allégorie et des symboles, dans les mystères de la nature et d'assister chacun à découvrir sa véritable identité.
Le système :  
- Triade de l'Homme de la Terre
  - 0°—Minerval
  - I°—Homme & Frère / Femme & Sœur
  - II°—Magicien
  - III°—Maître Magicien
  - IV°—Parfait Magicien & compagnon de la Sainte Arche Royale d'Enoch
  - P.I.—Parfait Initié, ou Prince de Jérusalem
- En dehors des Triades
  - Chevalier de l'Est et de l'Ouest
- La Triade de l'Amoureux
  - V°—
    - Souverain Prince Rose-Croix, et Chevalier du Pélican et de l'Aigle
    - Chevalier de l'Aigle Rouge, et membre du Sénat des Chevaliers Philosophes Hermétiques

  - VI°—
    - Illustre Chevalier (Templier) de l'Ordre des Kadosch, et Compagnon du Saint-Graal
    - Grand Inquisiteur Commandeur, et Membre du Grand Tribunal
    - Prince du Royal Secret

  - VII°—
    - Theoreticus, et Très Illustre Souverain Grand Inspecteur Général
    - Mage de la Lumière, et Évêque de l'Ecclesia Gnostica Catholica
    - Grand-Maître de la Lumière, et Inspecteur des Rites et Degrés
- La Triade de l'Hermite
  - VIII°—
    - Parfait Pontife des Illuminati
    - Epopte des Illuminati

  - IX°—Initié du Sanctuaire de la Gnose
  - X°—Rex Summus Sanctissimus
  - XI°—Initié du Onzième Degré
  - XII°—Frater Superior, et Chef Visible de l'Ordre

## Structure
1. International Headquarters
  - Présidé par le Chef Visible de l'Ordre XII° (Frater Superior)
  - Suprême Conseil
  - Révolutionnaires
2. Le Souverain Sanctuaire de la Gnose des IX°
3. Le Secret Aréopage des Illuminati des VIII°
4. Le Grand Tribunal des VI°
5. La Grande Loge Nationale
  - Présidée par le Grand Maître National X°
  - Conseil Exécutif
6. Le Suprême Grand Conseil
7. Le Collège Electoral

### Structure de l'O.T.O.
Au niveau de la Triade de l'« Homme de la Terre », il existe trois niveaux de structures locales :
1. Les Camps qui sont des structures de petite taille.
2. Les Oasis qui peuvent initier jusqu'au III° Degré.
3. Les Loges qui représentent les structures les plus grandes et qui peuvent célébrer les Messes Gnostiques et peuvent initier les membres jusqu'au IV°/P.I degré.

## L'Ordo Templi Orientis en France
Aleister Crowley entretint une longue histoire d’amour avec la France sur près de trois décennies . Il résida à plusieurs reprises à Montparnasse, Fontainebleau, et Paris entre 1899 et 1930. En 1903, Auguste Rodin lui proposa de passer quinze jours chez lui, à Meudon, en périphérie de Paris, afin de magnifier, en vers, ses sculptures.
Le 17 décembre 1904, Aleister Crowley devint Maître Maçon dans la loge Anglo Saxon n. 343 de la Grande Loge de France, à Paris. Il est inscrit sur le tableau de la loge, en tant que “poète”, en date du 31 décembre 1904 sous le numéro 41210 de la Grande Loge de France, avec le numéro 54. 
Papus (Dr Gérard Encausse), fut le premier X° de l'O.T.O. (titre qui lui a été remis par Theodor Reuss à Paris en 1908). Aucune structure officielle de l’O.T.O. ne voit pourtant le jour dans l’Hexagone avant la fin du XXe siècle : après la création de plusieurs groupes comme Le Camp des Étoiles en Ile-de-France au milieu des années 1980 (devenu par la suite L’Oasis sous les Étoiles), le camp Eliphas Levi dans la région Nantaise ainsi que le Camp Au Cœur d’IAO-OAI établi à Paris en 1995, l’Ordre disparaît progressivement. L'enseignement Thélémite ne survit en France que par les publications de l’auteur Philippe Pissier, traducteur des œuvres d’Aleister Crowley en français et grand connaisseur du système Thélémite. 
Dès lors, les candidats ne peuvent se tourner que vers les pays proches comme l’Angleterre, l’Italie, la Belgique ou encore la Suisse pour pouvoir se faire initier. L’Ordre doit son retour en France à la rencontre de plusieurs initiés étant allé se faire initier à l'étranger dont à la Loge Shanti à Turin en Italie, grâce à qui, en 2017, est initié initialement et en tout premier un frère girondin qui sera le premier Maître Magicien français initié au III° depuis des décennies et l'époque des organes des années 90 ! L'O.T.O. commence à renaître alors dans le beau pays de France et tout redevient possible. D'autres français étaient allés se faire initier cette fois à AMeTh Lodge à Londres au Royaume-Uni en 2019 et d'autres Maîtres Magiciens III° ainsi que d'autres initiés rejoignent la France venant de Loges d'Ukraine, créant un véritable renouveau de l'Ordre en France ! Le Suprême Conseil International consacre ainsi la création du Camp autonome Garunna à Bordeaux le 2 avril 2022 devenu ensuite Oasis Garunna O.T.O. le 12 juin 2023 (http://93.kalou.net). Le 30 septembre 2019, le Suprême Conseil International de l’O.T.O. avait quelques années auparavant consacré la création du Camp autonome Parisii à Paris, devenu ensuite Oasis Parisii O.T.O. en 2023 et la création du Camp autonome Jean Bricaud O.T.O. dans la ville de Lyon le 7 novembre 2022. Le Frater Superior International Hymenaeus Beta XII° venait alors pour sa part, depuis les États-Unis, de consacrer la création d'une section nationale française dans l'hexagone fin 2022 : Site Officiel de la Section Nationale de l’O.T.O.

### Source
- (en) Cet article est partiellement ou en totalité issu de l’article de Wikipédia en anglais intitulé « Ordo Templi Orientis » (voir la liste des auteurs).